# Inwolucja (sedymentologia)
Inwolucja – deformacja w przypowierzchniowej warstwie gruntu. Wraz ze zbliżaniem się strefy zamarzającej do górnej warstwy gruntów trwale zamrożonych, materiał skalny ulega ściskaniu i deformowaniu. W rezultacie, ilaste osady mogą przenikać pomiędzy ziarna piasku, podczas gdy żwirowe osady mogą przechodzić przez iły i piaski.